# Clistosaccus paguri
Clistosaccus paguri är en kräftdjursart som beskrevs av Wilhelm Lilljeborg 1861. Clistosaccus paguri ingår i släktet Clistosaccus och familjen Clistosaccidae. Arten är reproducerande i Sverige. Inga underarter finns listade i Catalogue of Life.

## Bildgalleri

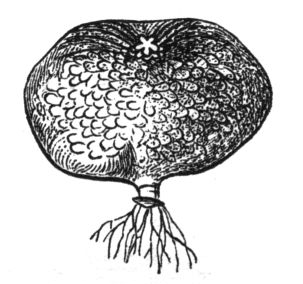